# Yeidckol Polevnsky
Yeidckol Polevnsky Gurwitz, née Citlali Ibáñez Camacho le 25 janvier 1958 à Mexico, est une femme politique mexicaine. 
De 2015 à 2020, elle est la secrétaire générale du Mouvement de régénération nationale, dont elle a aussi été présidente pendant deux ans.

## Jeunesse
Yeidckol Polevnsky Gurwitz naît sous le nom de Citlali Ibáñez Camacho le 25 janvier 1958 à Mexico. Elle est la fille de Guillermina Camacho Amescua et du colonel Cuitláhuac Ibáñez Treviño. Elle a une enfance difficile, en partie due au mariage instable de ses parents qui divorcent alors qu'elle est encore enfant, à une époque où il est mal vu qu'une femme se sépare de son époux. Afin de se mettre à l'abri de son ex-mari, sa mère feint être une parente du président du Mexique Manuel Ávila Camacho, dont elle partage un des patronymes. En 1970, alors qu'elle est âgée de douze ans, elle est victime d'un viol, commis par un proche, et tombe enceinte. Elle est alors contrainte d'abandonner l'école. Sa mère, afin d'échapper aux difficultés antérieures de sa vie et de protéger sa famille de l’opprobre publique, prend alors la décision de changer les noms et prénoms de ses enfants et d'adopter l'enfant de sa fille. La jeune Citlali Ibáñez Camacho devient ainsi Yeidckol Polevnsky Gurwitz.
Pendant sa campagne électorale de 2005 comme candidate au poste de Gouverneur de l'État de Mexico, elle fait connaître son nom légal. Polevnsky relate ce changement de nom en conférence de presse et explique que son prénom, Yeidckol, signifie en hébreu « l'appelé de Dieu »,. Dans cette même conférence de presse, elle affirme qu'elle ne connaissait pas l'existence de trois actes de naissance différents à son nom.

## Parcours politique

### Sénatrice
En 2006, elle est élue au Sénat de la République pour l'État de Mexico sous les couleurs du Parti de la révolution démocratique (PRD). Elle est ensuite vice-présidente du Sénat de 2006 à 2009.

### Élections de l'État de Mexico
En 2005 elle se présente comme candidate du Parti de la révolution démocratique (PRD) au gouvernement de l'État de Mexico. Elle est battue par les candidats du Parti révolutionnaire institutionnel (PRI), Enrique Peña Nieto, et du Parti action nationale (PAN), en obtenant cependant le plus grand nombre de votes jamais enregistré par le PRD dans cet État. Elle intègre ensuite l'équipe de campagne du candidat à la Présidence du Mexique, Andrés Manuel López Obrador, pour l'élection présidentielle de 2006 et coordonne les réseaux citoyens dans l'État de Mexico.
Après l'annonce de son intention de se présenter aux élections de 2011 dans l’État de Mexico pour le PRD, Marcelo Ebrard, réitère son soutien à une possible alliance du PRD avec d'autres partis, et la direction du parti dans l'État rejette l'idée de la nommer candidate, selon les vœux du dirigeant du parti dans l'État, Luis Sánchez Jiménez,. Une alliance PRD-PT-Convergence est finalement formée avec Alejandro Yeuses Rodríguez, comme tête de liste.

### Présidence du Mouvement de régénération nationale
Elle devient ensuite présidente-secrétaire générale du Mouvement de régénération nationale. En 2019 Polevnsky annonce son intention de concourir pour un second mandat à la direction du parti Morena.